# Córdoba (stacja kolejowa)
Córdoba – stacja kolejowa w Kordobie, w regionie Andaluzja, w Hiszpanii. Znajdują się tu 4 perony. Na stacji zatrzymują się szybkie pociągi AVE w relacjach Malaga – Madryt – Barcelona i odwrotnie.